# Taccarum
Taccarum, rod gomoljastih geofita iz porodice kozlačevki dio tribusa Spathicarpeae, potporodica Aroideae. 
Postoji pet priznatih vrsta raširenih od južnog Brazila do Paragvaja i sjeverne Argentine

## Vrste
1. Taccarum caudatum Rusby
2. Taccarum crassispathum E.G.Gonç., brazilski endem
3. Taccarum peregrinum (Schott) Engl.
4. Taccarum ulei Engl. & K.Krause, brazilski endem
5. Taccarum warmingii Engl., brazilski endem

Taccarum weddellianum Brongn. ex Schott, sinonim jew za  Taccarum caudatum

## Sinonimi
- Endera Regel; Gartenfl. (1872) 226, t. 732
- Lysistigma Schott; Bonplandia (Hannover) 10: 222 (1862)

## Vanjske poveznice
|  | Zajednički poslužitelj ima još gradiva o temi Taccarum |
|  | Wikivrste imaju podatke o taksonu Taccarum             |